# Petra Bosse-Huber

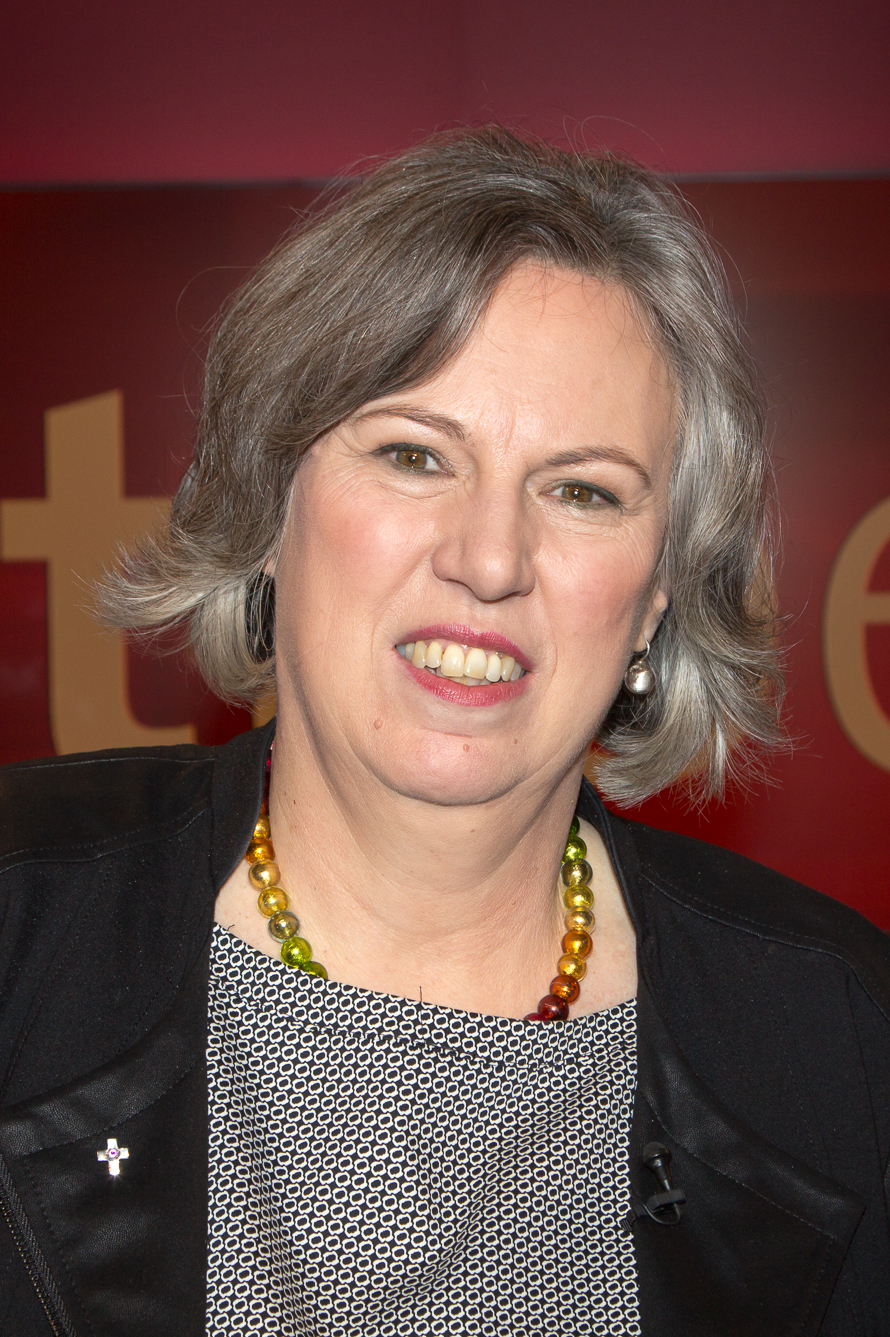
Petra Bosse-Huber, 2016

Petra Bosse-Huber geborene Petra Bosse (* 1. Mai 1959 in Velbert, Nordrhein-Westfalen) ist eine deutsche evangelische  Theologin und ehemalige Bischöfin. Sie war bis zum 30. Juni 2025 Vizepräsidentin des Kirchenamtes der EKD und Auslandsbischöfin der EKD.

## Leben und Wirken
Nach ihrem Studium und Examen in Theologie und Germanistik an der Universität Göttingen war Petra Bosse-Huber von 1986 bis 1989 Vikarin und Pastorin im Hilfsdienst in Düsseldorf-Kaiserswerth. Von 1989 bis 2001 war sie Pfarrerin der Evangelischen Kirchengemeinde Elberfeld-West in Wuppertal.
Im Jahre 2001 wurde Bosse-Huber als Oberkirchenrätin Mitglied der Kirchenleitung der Evangelischen Kirche im Rheinland (EKiR). Im Landeskirchenamt in Düsseldorf leitete sie von 2009 bis 2013 die neugebildete Abteilung „Theologie und Diakonie“. Ferner war sie von 2003 bis 2013 Vizepräses der EKiR.
Seit 2003 gehört Petra Bosse-Huber der Kammer für Theologie der Evangelischen Kirche in Deutschland (EKD) an. Seit 2004 ist sie Mitglied der Kommission für den Dialog mit der Russisch-orthodoxen Kirche. Sie betonte bereits 2005, dass ihr die russisch-orthodoxe Form, Gottesdienste zu feiern, „unendlich fremd“ sei und der „Pomp und Prunk ... für uns unvorstellbar“ sei.  Seit 2007 ist sie Mitglied im Gemeinsamen Ausschuss „Kirche und Judentum“ von EKD, Vereinigter Evangelisch-lutherischer Kirche Deutschlands (VELKD) und Union Evangelischer Kirchen (UEK). Seit 2011 ist sie Mitglied im Präsidium des Deutschen Evangelischen Kirchentages (DEKT) und seit 2012 Mitglied der Konferenz Diakonie und Entwicklung.
Zweimal stand sie zur Wahl für das Präsesamt der rheinischen Landeskirche, unterlag aber im Januar 2003 Nikolaus Schneider und im Januar 2013 Manfred Rekowski.
Seit 2014 war sie Leiterin der Hauptabteilung „Ökumene und Auslandsarbeit“ im Kirchenamt der EKD in Hannover und damit Auslandsbischöfin der EKD. Durch das Amt der Auslandsbischöfin war sie Mitglied im Zentral- und Exekutivausschuss des Ökumenischen Rats der Kirchen (ÖRK). Ferner war sie Vizepräsidentin des Kirchenamts der EKD und nebenamtliche Leiterin des Amtes der Union Evangelischer Kirchen im Kirchenamt der EKD.
Vom 29. März 2011 bis zum 15. Januar 2014 war sie stellvertretendes Mitglied im 11. WDR Rundfunkrat.
Petra Bosse-Huber ist seit 1987  mit dem Diplomphysiker Wolfgang Huber verheiratet und Mutter von drei Töchtern. In ihrer Freizeit widmet sie sich dem Garten, der Literatur, dem Theater und dem Jazz.